# 程權
程權（8世纪—819年），本名為程執恭，定州安喜縣人。唐朝中期軍事將領，為橫海軍節度使程懷信之子，程日华之孙。
程執恭最初是橫海軍節度副使，並在其父程懷信去世后被朝廷起復為滄州刺史和知橫海軍留后，代管橫海鎮。次年被正式任命為橫海軍節度使。後官至檢校兵部尚書，封爵為邢國公。元和六年（811年）入京恭順朝廷，被加授尚書右僕射的頭銜。淮西之亂后舉族入朝並辭去節度使的職位。之後受唐憲宗之命出任檢校司空、邠州刺史和邠州節度使。
元和十四年（819年）逝世并被追封司徒。

## 早年生平
程執恭最初是擔任橫海軍（今河北省滄州市東南）節度副使，而橫海軍節度使則是他的父親—程懷信。程懷信在貞元二十一年（805年）去世之後，程執恭襲領其軍務並起復其父親的職位—滄州刺史和知橫海軍留后，並代管橫海鎮。
在次年元和元年（806年）五月，朝廷任命程執恭為橫海軍節度使。在擔任節度使期間，他的官爵累進至禦史大夫和檢校兵部尚書等重要職位。同時他也在這段期間被封爵為邢國公。在元和四年（809年）九月，程執恭的母親去世。他在這段期間除了保留舊有的官銜之外，他也被起復為左金吾衛大將軍同正員。

## 事蹟
元和六年（811年），程執恭前往長安覲見唐憲宗。唐憲宗以禮儀接待程執恭並命他回橫海鎮繼續擔任節度使的職務，同時也加授檢校尚書右僕射。
元和十年（815年）十二月，成德軍（今河北省成德地區）節度使王承宗縱容士兵騷擾幽州、滄州、定州等三個軍鎮。由於其行為造成民生上的干擾，所以幽州、滄州、定州紛紛上表朝廷請求唐憲宗出兵討伐王承宗。 次年（816年）一月十七日，唐憲宗命令包括程執恭管辖在內的橫海、河東、幽州、義武、魏博和昭義等地方出兵討伐王承宗。在同年十二月十一日，程執恭上奏朝廷稱其在長河縣（今山東德州市）擊敗了部分淮西的軍隊。
元和十二年（817年）三月，唐憲宗賜予程執恭名權；就此程執恭改名為程權。同月十八日，王承宗派遣了兩萬兵馬進入東光縣並切斷了前往白橋的通路。程權因無法抵抗王承宗的大軍而被迫撤退回滄州。同年十二月，淮西之亂被平定。 

## 晚年
在淮西之亂被平定之後，程權認為程氏三代承襲橫海軍節度使的職務與河朔三鎮當時的情況是沒有任何區別而感到不安。為了表示程氏一族對於朝廷的忠誠，他在元和十三年（818年）派遣使者上表朝廷請求全族入京朝見，而他的請求得到了唐憲宗的同意。當時橫海軍的將士因不願意程權離開而挾持程權。幸好當時程權的一位部下林蘊說服將士將程權釋放，這才使得程權得以順利離開橫海鎮入京朝見。
在程權舉族入京后，他上表辭去了橫海軍節度使的職位。唐憲宗也同意了這項要求而命令華州刺史鄭權接替了他的職位。同時唐憲宗見程權在長安的私宅側邊狹窄，便賜予程權土地二十畝用以擴建其位於長安的私宅。
同年六月，程權受命出任了檢校司空，邠州（今陝西省彬縣）刺史和邠州節度使的職位。次年（819年）十一月，程權去世而被追封司徒。

## 後代待遇
程權去世之後，程氏一族的兄弟和孩子等三十多人也被朝廷任用為宿衛。
過了五年後的長慶四年（824年），唐敬宗下詔赦免包括程權在內等五家所欠下的任何債務並寬赦其子弟所犯下的罪名。 除此之外，朝廷也會任用程權的其中一個兒子為正員官。到了太和十年（836年）時，唐文宗再次下詔授權朝廷任用包括程權在內各個當時歸順朝廷的節度使的一位兒子為官。

## 人物評價

### 白居易
1. 義勇立身，忠愨成性，聚為事業，發為勳猷，歷歷朝朝，久專外閫，殿邦而山岳比鎮，奉國而金石為心，動修武經，居有循化，執圭入覲，班瑞言旋，忠懇內激於心誠，恭順外形於詞氣。[4]
2. 業傳將略，名在勳籍，蘊天爵以修己，忠孝兩全，竭臣節而事君，夷險一致，紀綱我列郡，節制我成師，動揚休聲，靜著茂實。自合符徵旅，奔命出疆，暴露歷於三時，供億出於二郡，整眾而身作師律，伐謀而心為戰鋒，服金革而無辭，當矢石而有勇。雨晦識雞鳴之信，風高見隼擊之威，遠略既申，茂勳方集。[4]